# 安康市

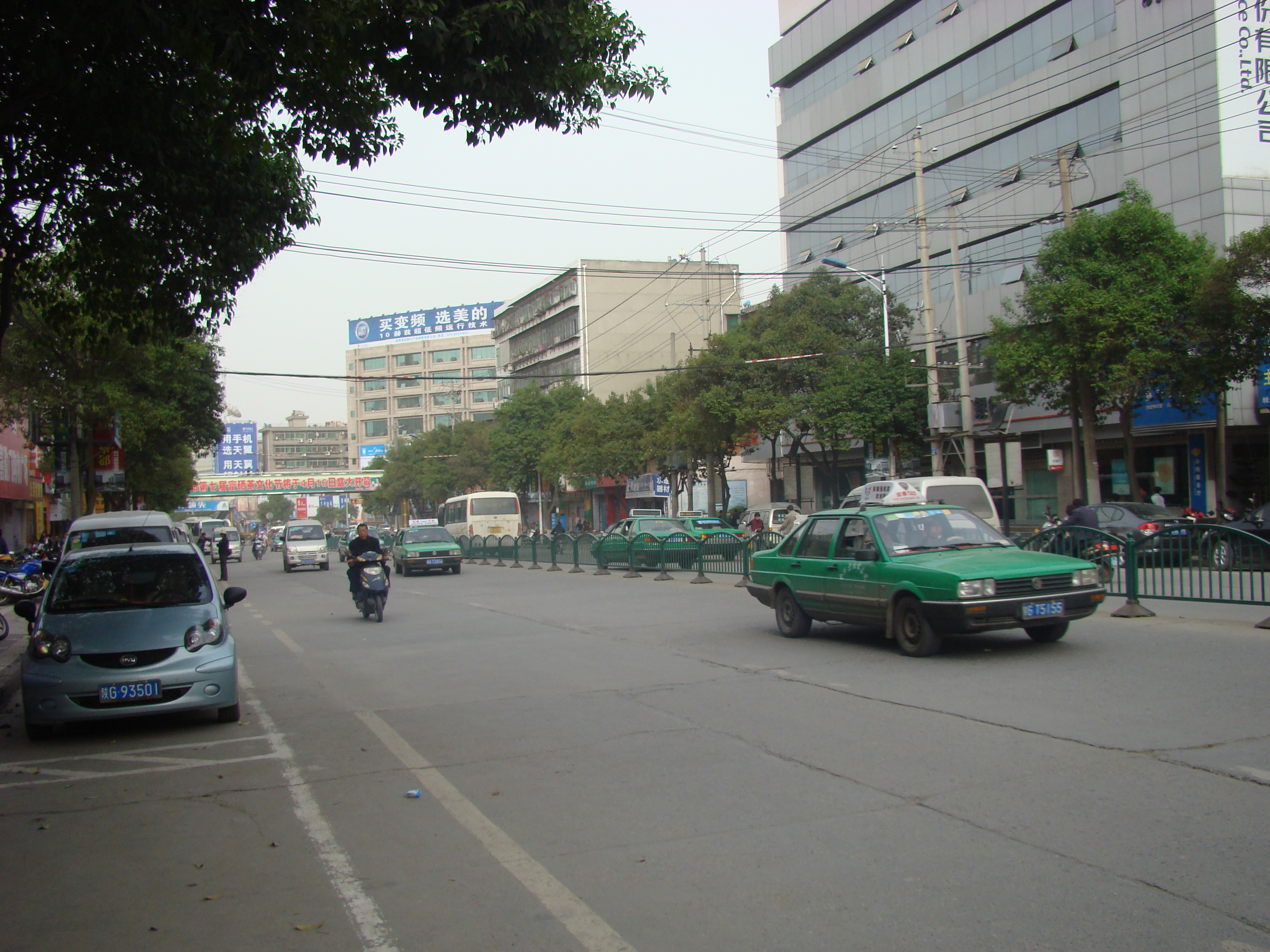
巴山中路

安康市，古称西城、金州、兴安，是中华人民共和国陕西省下辖的地级市，位于陕西省南部，陕川渝鄂四省市交界。市境北邻商洛市、西安市，西临汉中市，南连重庆市和四川省达州市，东毗湖北省十堰市。地处大巴山地和秦岭山地过渡带，中间为河谷盆地，北依秦岭主脊，南沿大巴山余脉。汉水由西向东横贯市境，有洵河、月河、坝河、岚河等汉水支流。全市总面积23,536平方公里，人口265万，市人民政府驻汉滨区。

## 历史
西汉时，西城县隶汉中郡。北朝北周初撤县。隋复设西城县，唐朝是金州州治，之后州、县名多变。清乾隆四十八年（1783年）置安康县。1950年设安康市，1954年撤消，1988年复设安康市。
安康历史悠久，人文史可上溯到石器时代。夏代，安康属梁州的一部分。据中国最早的地理著作《尚书·禹贡》记载，将全国分为九州，称“华阳黑水惟梁州”，唐代学者认为梁州为今汉中、安康、商洛一带。商周时安康成为庸国的封地，史称上庸。据《太平寰宇记》载：“金州于战国为楚地，附庸地，后为楚所灭，复为楚地”。
前312年，秦惠王在安康汉江北岸台地设西城县，汉中郡设在西城。秦统一六国（前221年），西城县为汉中郡治，辖安康、汉阴、石泉、紫阳、岚皋、平利、镇坪七县。
西汉沿袭秦制，汉中郡下设五县，东汉建武元年（25年）将汉中郡治迁移至汉中南郑县。东汉建安二十一年（215年），曹操攻占汉中，分郡之东部即安康为西城郡。
三国曹魏黄初二年（221年），取“曹魏兴盛”之义，设魏兴郡，辖七县，西晋沿之。据《兴安府志》载：晋武帝太康元年（280年）为安置巴山一带流民，取“万年丰乐、安宁康泰”之意，将安阳县更名为安康县，“安康”从此得名。
南北朝时，安康先属南朝，后属北朝，先称直州，西魏废帝三年（554年）设金州，因“越河川道出麸金”得州名，隶属魏兴郡。
隋朝复设西城郡。唐、五代、宋设金州安康郡，辖六县。元朝设金州，明代前仍设金州，万历十一年（1583年）汉江洪水覆没金州城，遂于城南赵台山下筑新城，并易名为兴安州。
清顺治四年（1647年）州府迁回老城。乾隆四十七年（1782年）改设兴安府。
辛亥革命后，废府设道，在清代六县基础上新增四县归汉中道。民国二十二年（1933年），废道而直隶于省；二十四年（1935年）设为陕西省第五行政区行政督察专员公署。
第二次国共内战后期，中共政权逐步攻占中华民国政府辖下县份，于1949年设安康分区，隶属于陕南行政区。陕南军区第19军于5月24日攻占白河县，7月10日攻占平利县，7月25日第一次攻占安康县。11月28日，第19军55师攻占岚皋县，30日攻占紫阳县。第19军57师于11月26日攻占洵阳县，27日再度攻占安康县。
中华人民共和国成立后，1949年12月，安康分区改为陕西省安康行政督察专员公署。1950年1月，解放军攻占今安康市最南端的镇坪县，至此，安康暨陕西全境“解放”。1950年7月，改称陕西省人民政府安康专区，“文革”期间改称安康地区革命委员会，1979年改为安康地区行政公署。中共安康地委和地区行政公署驻地安康县。
1983年7月31日，安康发生一场特大洪灾。官方数据显示，此次洪灾导致安康几乎全城被毁，共造成870人死亡、89600人受灾，3.2平方公里被淹，经济损失4亿余元人民币。
1988年，安康县撤县建市，是为县级安康市。
2000年，中华人民共和国国务院批准安康地区撤地设市。新组建的中共安康市委员会、中共安康市纪律检查委员会于2000年12月正式对外办公，撤地建市后，原县级安康市改为汉滨区。地级安康市于2001年元月1日成立。

## 地理
| 安康市气象数据（1971年至2000年） | 安康市气象数据（1971年至2000年） | 安康市气象数据（1971年至2000年） | 安康市气象数据（1971年至2000年） | 安康市气象数据（1971年至2000年） | 安康市气象数据（1971年至2000年） | 安康市气象数据（1971年至2000年） | 安康市气象数据（1971年至2000年） | 安康市气象数据（1971年至2000年） | 安康市气象数据（1971年至2000年） | 安康市气象数据（1971年至2000年） | 安康市气象数据（1971年至2000年） | 安康市气象数据（1971年至2000年） | 安康市气象数据（1971年至2000年） |
| 月份                             | 1月                              | 2月                              | 3月                              | 4月                              | 5月                              | 6月                              | 7月                              | 8月                              | 9月                              | 10月                             | 11月                             | 12月                             | 全年                             |
| -------------------------------- | -------------------------------- | -------------------------------- | -------------------------------- | -------------------------------- | -------------------------------- | -------------------------------- | -------------------------------- | -------------------------------- | -------------------------------- | -------------------------------- | -------------------------------- | -------------------------------- | -------------------------------- |
| 历史最高温 °C（°F）              | 18.3 (64.9)                      | 23.2 (73.8)                      | 30.5 (86.9)                      | 35.0 (95.0)                      | 37.3 (99.1)                      | 40.2 (104.4)                     | 41.3 (106.3)                     | 40.4 (104.7)                     | 40.7 (105.3)                     | 32.4 (90.3)                      | 25.9 (78.6)                      | 16.4 (61.5)                      | 41.3 (106.3)                     |
| 平均高温 °C（°F）                | 8.2 (46.8)                       | 11.1 (52.0)                      | 15.7 (60.3)                      | 22.4 (72.3)                      | 26.8 (80.2)                      | 30.1 (86.2)                      | 32.3 (90.1)                      | 32.3 (90.1)                      | 26.3 (79.3)                      | 20.5 (68.9)                      | 14.6 (58.3)                      | 9.4 (48.9)                       | 20.8 (69.5)                      |
| 日均气温 °C（°F）                | 3.5 (38.3)                       | 6.0 (42.8)                       | 10.3 (50.5)                      | 16.4 (61.5)                      | 20.8 (69.4)                      | 24.6 (76.3)                      | 26.9 (80.4)                      | 26.7 (80.1)                      | 21.5 (70.7)                      | 16.0 (60.8)                      | 10.0 (50.0)                      | 4.9 (40.8)                       | 15.6 (60.1)                      |
| 平均低温 °C（°F）                | 0.0 (32.0)                       | 2.1 (35.8)                       | 6.0 (42.8)                       | 11.5 (52.7)                      | 16.1 (61.0)                      | 20.1 (68.2)                      | 22.8 (73.0)                      | 22.7 (72.9)                      | 18.1 (64.6)                      | 12.8 (55.0)                      | 6.9 (44.4)                       | 1.6 (34.9)                       | 11.7 (53.1)                      |
| 历史最低温 °C（°F）              | −8.1 (17.4)                      | −5.9 (21.4)                      | −2.6 (27.3)                      | 1.7 (35.1)                       | 7.8 (46.0)                       | 11.9 (53.4)                      | 16.7 (62.1)                      | 16.0 (60.8)                      | 10.6 (51.1)                      | 1.0 (33.8)                       | −3.1 (26.4)                      | −9.7 (14.5)                      | −9.7 (14.5)                      |
| 平均降水量 mm（）                | 5.5 (0.22)                       | 8.8 (0.35)                       | 33.0 (1.30)                      | 55.2 (2.17)                      | 83.1 (3.27)                      | 122.6 (4.83)                     | 150.0 (5.91)                     | 119.7 (4.71)                     | 122.2 (4.81)                     | 79.4 (3.13)                      | 27.8 (1.09)                      | 7.0 (0.28)                       | 814.3 (32.07)                    |
| 平均降水天数（≥ 0.1 mm）         | 4.4                              | 4.3                              | 8.2                              | 10.3                             | 11.9                             | 11.3                             | 12.8                             | 10.8                             | 13.2                             | 12.0                             | 9.1                              | 5.4                              | 113.7                            |
| 来源：中国天气网                 |                                  |                                  |                                  |                                  |                                  |                                  |                                  |                                  |                                  |                                  |                                  |                                  |                                  |

## 政治

### 现任领导
| 机构     | · 中国共产党 · 安康市委员会 | 安康市人民代表大会 常务委员会 | 安康市人民政府    | · 中国人民政治协商会议 · 安康市委员会 |
| 职务     | 书记                        | 主任                          | 市长              | 主席                                  |
| -------- | --------------------------- | ----------------------------- | ----------------- | ------------------------------------- |
| 姓名     | 武文罡                      | 王彪                          | 王浩              | 周建功                                |
| 民族     | 汉族                        | 汉族                          | 汉族              | 汉族                                  |
| 籍贯     | 陕西省志丹县                | 陕西省汉阴县                  | 陕西省蒲城县      |                                       |
| 出生日期 | 1967年7月（57歲）           | 1967年5月（57歲）             | 1975年6月（49歲） | 1967年10月（57歲）                    |
| 就任日期 | 2022年4月                   | 2022年3月                     | 2022年5月         | 2022年3月                             |

### 历任领导
| 市委书记 - 陈有德（2000年12月－2001年8月） - 宋洪武（2001年8月－2002年8月） - 王忠民（2002年8月－2003年12月） - 黄玮（2003年12月－2008年1月） - 刘建明（2008年2月－2011年12月） - 方玮峰（2011年12月－2013年2月） - 郭青（2013年3月－2021年6月） - 赵俊民（2021年6月－2022年3月） - 武文罡（2022年4月－） | 市长 - 宋洪武（2000年12月－2001年8月） - 黄玮（2002年2月－2003年12月） - 刘建明（2003年12月－2008年2月） - 方玮峰（2008年2月－2011年12月） - 郭青（2011年12月－2013年2月） - 徐启方（2013年2月－2017年6月） - 赵俊民（2017年6月－2021年6月） - 武文罡（2021年6月－2022年4月） - 王浩（2022年5月－） |

### 行政区划
安康市下辖1个市辖区、8个县，代管1个县级市。
- 市辖区：汉滨区
- 县级市：旬阳市
- 县：汉阴县、石泉县、宁陕县、紫阳县、岚皋县、平利县、镇坪县、白河县

## 人口
2022年末，全市常住人口247.14万人，比上年减少0.7万人。 出生率7.37‰，死亡率7.95‰，自然增长率-0.58‰。
根据2020年第七次全国人口普查，全市常住人口为2,493,436人。同第六次全国人口普查的2,629,906人相比，十年共减少了136,470人，下降5.19%，年平均增长率为-0.53%。其中，男性人口为1,292,620人，占总人口的51.84%；女性人口为1,200,816人，占总人口的48.16%。总人口性别比（以女性为100）为107.65。0－14岁的人口为472,547人，占总人口的18.95%；15－59岁的人口为1,497,817人，占总人口的60.07%；60岁及以上的人口为523,072人，占总人口的20.98%，其中65岁及以上的人口为372,438人，占总人口的14.94%。居住在城镇的人口为1,244,784人，占总人口的49.92%；居住在乡村的人口为1,248,652人，占总人口的50.08%。

### 民族
全市常住人口中，汉族人口为2,473,156人，占99.19%；各少数民族人口为20,280人，占0.81%。与2010年第六次全国人口普查相比，汉族人口减少134,800人，下降5.17%，占总人口比例增加0.02个百分点；各少数民族人口减少1,670人，下降7.61%，占总人口比例下降0.02个百分点。

## 经济
工业以丝纺、化工、建材、食品、采矿为主，全市電力均由在嵐河沿岸所建立的水力發電廠提供。不過由於這些電站大多是引水式電站，裝機容量通常較小，發電機組裝在河道旁，上游則建有水壩，水壩將水攔截後，通過人工渠道注入發電機組，利用自然落差發電，所以發電規模也較小。

## 交通
- 襄渝铁路（湖北省襄陽市—重慶市）、西康铁路（陝西省西安市—陝西省安康市）、阳安铁路（陝西省漢中市陽平關—安康市）三条电气化铁路在此交汇，是陕西省南部的重要交通枢纽。
- 210国道和 316国道、 346国道通过本市， 包茂高速（內蒙古包頭市—廣東省茂名市）中的 西康高速公路（陝西省西安市—安康市）2009年5月28日正式通车。
  - 未来还将建成和推进陕鄂安康至湖北省十堰市竹溪縣、安康至廣西北海市、寧夏银川市至廣西百色市高速安康段。[19]
- 最靠近的機場是位於安康市東方205公里的湖北省十堰武当山机场及西方偏北210公里的陝西省汉中城固机场。
  - 位於安康市漢濱區的安康富强机场已於2020年9月25日正式啟用，取代2013年起停航的安康五里舖機場，並有飞往北京、上海、廣州、深圳和杭州等航線。[19]
- 未来还将建成和推进汉江高等级区域航道。[19]

## 物产
- 矿产有沙金、重晶石、金红石、叶蜡石、膨润土、硅石、矾矿等。
- 可作工业原料的林产品有蚕茧、生漆、油桐等。
- 果品有核桃、板栗、柑橘、猕猴桃等。
- 中草药主要有天麻、黄连、当归、党参，绞股蓝等。
- 土特产品有白厂丝、中华猕猴桃干酒等。

## 旅游
- 南宫山国家森林公园
- 香溪洞风景名胜区
- 瀛湖风景区
- 旬阳太极城景观

### 全国重点文物保护单位
- 刘家营遗址
- 瓦房店会馆群

## 教育
- 汉滨高中
- 安康中学

## 医疗
- 安康市中心医院